# أنستازيا (فلم)
أنستازيا (بالإنجليزية: Anastasia)
أنستازيا، فيلم درامي تاريخي أمريكي من إنتاج عام 1956، وهو من إخراج أناتول ليتفاك وكتبه آرثر لورنتس. تدور أحداث الفيلم في فترة ما بين الحربين العالميتين في فرنسا، ويتبع الفيلم مؤامرة تتعلق بشائعات بأن دوقة روسيا الكبرى أناستازيا نيكولاييفنا، الابنة الصغرى للراحل نيكولاس الثاني ملك روسي والإمبراطورة ألكسندرا فيودوروفنا، نجا من إعدام عائلتها في عام 1918. الجنرال الروسي بونين (يول برينر)، سابقًا زعيم جيش الأبيض أثناء الثورة، ورفاقه يخططون لخداع ميراث بقيمة 10 ملايين جنيه إسترليني من الدوقة الكبرى، باستخدام فاقد للذاكرة (إنجريد بيرجمان) يشبهها بشكل ملحوظ. يجب أن يقتنع المهاجرون المنفيون من الطبقة الأرستقراطية الروسية، ولا سيما ماريا فيودوروفنا (داغمار من الدنمارك) (هيلين هيز) من الدنمارك، بأن المطالب الذي اختاره بعناية هو شرعي إذا هي الحصول على مالها.
تم اقتباس «أناستازيا» من مسرحية عام 1952 كتبها قاي بولتون ومارسيل موريت. كان مستوحى من قصة آنا أندرسون، الأكثر شهرة من بين العديد من محتالو أناستازيا الذين اشتهروا بعد مقتل العائلة الإمبراطورية في يوليو 1918.

## الأميرة المفقودة
الفيلم مبني على أحداث حقيقية وقعت في روسيا خلال عصر القيصر الروسي نيقولا الثاني الذي تم اغتياله هو وعائلته عام 1916 بعد قيام الثورة البلشفية فقد تنبأ الطبيب الملكي راسبوتين باغتيال حين قال للامبراطورة الكساندرا أنها ستنحى عن العرش هي وبناتها الأربع وزوجها وهم أنستازيا وماريا وتاتانيا وآنا وزوجها نيقولا رومانوف وعند حدثت الثورة لم يكن يتجاوز عمر أنستازيا التسع سنوات فقد تم اسرها واسرتها ووضعهم في كوخ صغير إلى حين المحاكمة وفي اليوم الثاني أعلن الحكم بأعدام الاسره الحاكمة بمن فيهم أنستازيا فدخل عليهم ضابط يدعى يورفسكي وقام بإعدام العائلة رمياً بالرصاص وسط دخان كثيف فقد ذكر يورفسكي في مذكراته بأن مجوهرات الأميرات كانت كالدروع الواقية فلم يعثروا على الأميرتين أنستازيا وماريا فقد كانتا قد هربتا وقد سمعو صوتاً كالأنين للأميرات كن يصدرنه وبعد ذلك بدأت جدة أنستازيا بالبحث عنها وكانت قد تمكنت من الهرب إل أمريكا فكانت الفتيات يدعين أنهن الأميرة المفقودة، ولكن بعد مدة وجدوا فتاة اسمها آنا كانت قد حاولت الانتحار لكنهم انقذوها وكانت قد فقدت ذاكرتها ولكن عادت ذاكرتها إليها بعد فترة وأعلنت أنها الأميرة المفقودة ولم تقبل الجدة مقابلتها لتأكدها من أن حفيدتها ماتت مع الأسرة كاملةً إلا أن صحفياً روسياً قام بأخذ موعد مع الإمبراطورة بيد أن الإمبراطورة قد توفيت ولم تقابلها وأنكر أقارب الأسرة المالكة نسب الاميرة وقالوا بأن الأميرة كانت قد ماتت وقد توفيت هذه الفتاة عام 1984 وفي عام 1994 تمت مقارنة جثتها مع جثث الأسرة الحاكمة ولم تتطابق بل أنها تكون ابنة عم أحد عمال المنجم الذي أعدمت فيه الأسرة المالكة.

## بطولة
- إنغريد بيرغمان بدور آنا كوريف / أناستاسيا
- يول برينر بدور الجنرال بونين
- هيلين هايز بدورماريا فيودوروفنا
- أكيم تاميروف بدور بوريس أدريفيتش تشيرنوف
- مارتيتا هانت بدور البارونة إيلينا فون ليفنباوم
- فيليكس إيلمر دور تشامبرلين
- ساشا بيتوف بدور بيوتر إيفانوفيتش بتروفين
- إيفان ديسني مثل الأمير بول فون هارالدبرج (شخصية مخترعة)
- ناتالي شيفر بدور إيرينا ليسيمسكايا
- جريجوار جروموف في دور ستيبان
- كاريل ستيبانيك بدور ميخائيل فلادوس
- إينا دي لا هاي بدور ماروسيا
- كاثرين كاث بدور ماكسيم